# (3088) Jinxiuzhonghua
(3088) Jinxiuzhonghua ist ein Asteroid des Hauptgürtels, der am 24. Oktober 1981 an der Sternwarte am purpurnen Berg in Nanjing entdeckt wurde.
Der Namensgeber ist der Themenpark 锦绣中华民俗村,  Jǐnxiù Zhōnghuá Mínsú Cūn, englisch Splendid China Folk Village.